# Steve Tikal
Zdeněk „Steve“ Tikal (* 18. Juli 1933 in Včelná, Tschechoslowakei; † 20. November 1991 in Melbourne) war ein australischer Eishockeyspieler. Er war der Zwillingsbruder des bekannteren tschechischen Eishockeyspielers František Tikal.

## Karriere
Steve Tikal nahm für die australische Nationalmannschaft an den Olympischen Winterspielen 1960 in Squaw Valley teil. Mit seinem Team belegte er den neunten und somit letzten Platz. Er selbst kam im Turnierverlauf nur im Spiel gegen die Tschechoslowakei zum Einsatz, aus der er einige Jahre zuvor geflohen war. In diesem Spiel, in dem er sich eine schwere Schulterverletzung zuzog, die das Turnier für ihn vorzeitig beendete, traf er auf seinen Bruder František Tikal, der einer der Stars der tschechoslowakischen Mannschaft war. Auf Vereinsebene spielte er für den Hakoah Ice Hockey Club in Melbourne.